# Euliphyrodes
Aslauga là một chi bướm ngày thuộc họ Lycaenidae.